# Fabiana Gómez
Fabiana Gómez (Montevideo, 8 dicembre 1986) è una giocatrice di beach volley uruguaiana.
È la prima uruguaiana con María Eugenia Nieto a giocare ai Campionati mondiali di beach volley.

## Risultati
Giochi panamericani
- 2011: 6°
- 2015: TBD

Campionati mondiali di beach volley
- 2015: 37°